# Bob Jones (Tontechniker)
Robert „Bob“ Jones (geb. vor 1952) ist ein Tontechniker und Tonmeister.

## Leben
Jones begann seine Karriere im Filmstab 1952 bei der Postproduktion des Dramas Derby Day von Regisseur Herbert Wilcox. Einige Jahre lang arbeitete er ohne Namensnennung im Abspann, es dauerte bis 1954, bis er erstmals einen Credit erhielt. Er arbeitete an einer Reihe großer Spielfilmproduktionen, darunter Laurence Oliviers Shakespeare-Verfilmung Richard III. und Stanley Donens Thriller Charade. 1969 war er für das Filmmusical Oliver erstmals für den BAFTA-Film-Award-Nominierung in der Kategorie Bester Ton nominiert. Eine zweite Nominierung für diese Auszeichnung erfolgte 1974 für Wenn die Gondeln Trauer tragen.
1972 war Jones für Charles Jarrotts Historiendrama Maria Stuart, Königin von Schottland zusammen mit John Aldred für den Oscar in der Kategorie Bester Ton nominiert, die Auszeichnung ging in diesem Jahr jedoch an Norman Jewisons Musical Anatevka.

## Filmografie (Auswahl)
- 1953: Schach dem Teufel (Beat the Devil)
- 1955: Richard III.
- 1958: Die schwarzen Teufel von El Alamein (Sea of Sand)
- 1963: Charade
- 1965: Lord Jim
- 1965: Zwischenfall im Atlantik (The Bedford Incident)
- 1966: Der blaue Max (The Blue Max)
- 1967: Casino Royale
- 1968: Oliver (Oliver!)
- 1969: Mackenna’s Gold (MacKenna’s Gold)
- 1971: Maria Stuart, Königin von Schottland (Mary, Queen of Scots)
- 1973: Wenn die Gondeln Trauer tragen (Don’t Look Now)
- 1974: Phase 4
- 1976: Der Mann, der vom Himmel fiel (The Man Who Fell to Earth)
- 1977: Jabberwocky
- 1978: Der wilde Haufen von Navarone (Force 10 from Navarone)
- 1983: Die unheimliche Macht (The Keep)

## Nominierungen
- 1972: Oscar-Nominierung in der Kategorie Bester Ton für Maria Stuart, Königin von Schottland
- 1969: BAFTA-Film-Award-Nominierung in der Kategorie Bester Ton für Oliver
- 1974: BAFTA-Film-Award-Nominierung in der Kategorie Bester Ton für Wenn die Gondeln Trauer tragen